# Vladislav Dědek (heraldik)
Vladislav Dědek (* 1960 Brno) je český heraldik a ilustrátor

## Život
Vladislav Dědek se vyučil truhlářem a již po studiích se začal věnovat heraldické tvorbě. Vystřídal řadu zaměstnání.

## Dílo
Inspirací Vladislava Dědka je především dílo jiného heraldika Jiřího Loudy. Věnuje se především erbům středověké šlechty.  Dědek vytvářel erby pro nakladatelství Beatris a Putujme, které vyšly jako samostatné pohlednice, součást pohlednic s rekonstrukcemi hradů a jako ilustrace v knihách těchto nakladatelství.  Kromě toho Dědek svou tvorbu příležitostně vystavuje.

## Z knižních ilustrací (výběr)
- Milan SÝKORA - Ivan LEHKÝ (edd.), Oltářík. Hrad Jakoubka z Vřesovic. Most: Ústav archeologické památkové péče severozápadních Čech, 2015. 134 s.
- Milan SÝKORA - Ivan LEHKÝ (edd.), Kalich a Panna. Hrady Jana Žižky. Most: Ústav archeologické památkové péče severozápadních Čech, 2017. 316 s.
- Marek RUBEŠ et al., Hrad Blansko. Plzeň: Ing. Petr Mikota, 2020. 52 stran.
- Marek RUBEŠ, Hrad Valdek. [Hukvaldy]: Miroslav Bitter - Putujme, 2021. 96 stran.